# Bodianus macrognathos
Bodianus macrognathos е вид бодлоперка от семейство Labridae. Видът не е застрашен от изчезване.

## Разпространение и местообитание
Разпространен е в Йемен, Индия, Кения, Оман, Пакистан и Сомалия.
Среща се на дълбочина от 25 до 65 m, при температура на водата около 26,2 °C и соленост 36 ‰.

## Описание
На дължина достигат до 62 cm.